# Foluszowy Potok
Foluszowy Potok – potok, prawostronny dopływ Młynisk.
Jego zlewnia znajduje się w Zakopanem. Jest to sztucznie utworzona odnoga potoku Bystra. Powstaje poniżej tamy zbiornika na Bystrej w Kuźnicach, jeszcze w obrębie Tatr. Dalej płynie wzdłuż alei Przewodników Tatrzańskich obok ronda Jana Pawła II (dawnego ronda Kuźnickiego) i dalej wzdłuż ulicy Zamojskiego i Krupówek. Po drodze mija Park Miejski i plac Niepodległości. Foluszowy Potok uchodzi do Młynisk w okolicy ul. Kasprusie. Ma jeden dopływ – Czarny Potok wypływający pod Wielką Krokwią.
Nazwa potoku pochodzi od folusza, który niegdyś stał nad tym potokiem przy Krupówkach.